# Melissa Peperkamp
Melissa Peperkamp (ur. 22 kwietnia 2004 w Utrechcie) – holenderska snowbordzistka specjalizująca się w big airze i slopestyle, olimpijka z Pekinu 2022, wicemistrzyni igrzysk olimpijskich młodzieży, brązowa medalistka mistrzostw świata juniorów.

## Udział w zawodach międzynarodowych
| Impreza                        | Rok  | Gospodarz | big air | slopestyle |
| ------------------------------ | ---- | --------- | ------- | ---------- |
| Igrzyska olimpijskie           | 2022 | Pekin     | 6       | 13         |
| Mistrzostwa świata             | 2021 | Aspen     | 11      | 10         |
| Mistrzostwa świata juniorów    | 2019 | Kläppen   | 8       | 7          |
| Mistrzostwa świata juniorów    | 2022 | Leysin    | 03 !    | 4          |
| Igrzyska olimpijskie młodzieży | 2020 | Lozanna   | 03 !    | 02 !       |